# 萨朗 (汝拉省)
萨朗（法語：Salans，法語發音：[salɑ̃]）是法国汝拉省的一个市镇，属于多勒区。

## 地理
萨朗（47°9'53"N, 5°47'32"E）面积6.88 平方千米，位于法国勃艮第-弗朗什-孔泰大區汝拉省，该省份为法国东部内陆省份，北起上索恩省，西北接科多尔省，西临索恩-卢瓦尔省，南至安省，东与杜省和瑞士接壤。
与萨朗接壤的市镇（或旧市镇、城区）包括：圣维特、罗塞-弗吕昂、库尔特方丹、埃旺、弗赖桑。

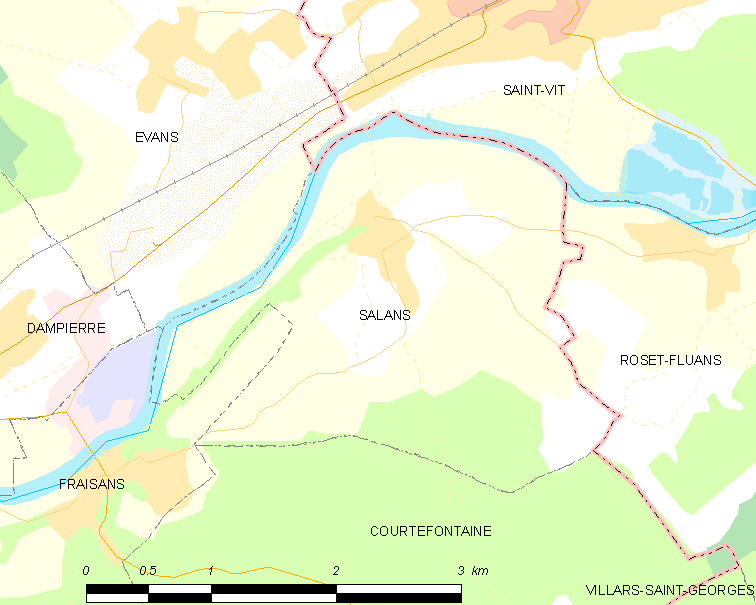
的OSM定位图

萨朗的时区为UTC+01:00、UTC+02:00（夏令时）。

## 行政
萨朗的邮政编码为39700，INSEE市镇编码为39498。

## 政治
萨朗所属的省级选区为蒙苏沃德雷县。

## 人口

1962-2008年间人口变化图示

萨朗于2022年1月1日时的人口数量为654人。